# عملية خان البغدادي
كانت عملية خان البغدادي بمثابة معركة خلال حملة بلاد الرافدين في الحرب العالمية الأولى.

## خان البغدادي
كانت الفرقة الهندية الخامسة عشرة متواجدة في الرمادي منذ استيلائها على المدينة في سبتمبر 1917. وفي 9 مارس 1918، تقدمت الفرقة واحتلت مدينة هيت في نصر غير دموي، حيث انسحبت القوات العثمانية دون إطلاق رصاصة واحدة.
كان الهدف التالي على طول نهر الفرات هو بلدة خان البغدادي. كانت معظم المعارك في بلاد الرافدين مرتبطة بنهري دجلة والفرات. إذا نجح الهجوم، فإن الخاسر سينسحب على طول خط النهر إلى مواقع معدة أبعد. كان تأمين نصر حقيقي صعبًا. في محاولة لكسر النمط المعتاد، زُوِّدَت الفرقة الهندية الخامسة عشرة بـ 300 شاحنة فورد والبطارية الثامنة للمدرعات الخفيفة (سيارات مدرعة) ولواء الفرسان الحادي عشر. جُمِعَت قوة حجب متحركة باستخدام مشاة الفرقة في الشاحنات والسيارات المدرعة ولواء الفرسان وإحدى بطاريات المدفعية للفرقة المجهزة بضعف العدد المعتاد من الخيول.
أُرسلت هذه القوة المتنقلة في مسيرة جانبية واسعة حول خان بغداد، وتحصنت خلف المواقع العثمانية. ثم هاجمت بقية الفرقة هجومًا مباشرًا كالمعتاد، فانسحب العثمانيون من المدينة. ثم اصطدموا فجأة بقوة الحجب، فانهارت قواهم بسرعة. أُسرت القوة بأكملها، التي يبلغ عددها حوالي 5000 رجل.
أُرسلت القوة المتنقلة بعد ذلك إلى أعلى نهر الفرات في الاتجاه الذي توقع العثمانيون انسحابهم منه. قرر القائد العثماني مصطفى كمال بك تنظيم انسحاب لقواته شمالًا. على بُعد 46 ميلًا من المنبع، كانت تقع مستوطنة آنا. كانت هذه قاعدة الإمداد العثمانية الرئيسية، التي اُستولِيَ عليها مع بعض الضباط الألمان رفيعي المستوى التابعين للجيش العثماني. مع ذلك، نجحت القوة العثمانية الرئيسية بقيادة مصطفى كمال باشا في الانسحاب شمالًا وتجنب الوقوع في الأسر.
كان هذا آخر هجوم على جبهة الفرات. أدى تحويل النقل إلى قوة دتنستر خلال الصيف إلى قيام قائد مسرح عمليات بلاد الرافدين، السير ويليام مارشال، بتقييد التقدم نحو جبهة دجلة فقط. عند إعلان الهدنة في الأول من نوفمبر/تشرين الثاني عام 1918، عادت الفرقة الهندية الخامسة عشرة إلى الفلوجة.

## الملاحظات والمراجع
- بيري، ف. و. (1993). تاريخ الحرب العالمية الأولى: ترتيب معارك الفرق: فرق الجيش الهندي، الجزء 5ب . دار نشر راي ويستليك.
- موبرلي، ف.ج. (1923). التاريخ الرسمي للحرب: حملة بلاد ما بين النهرين ، متحف الحرب الإمبراطوري. رقم ISBN 1-870423-30-5
- باركر، أ. ج. (1967). الحرب المهملة: بلاد ما بين النهرين 1914-1918 ، فابر وفابر. رقم ISBN 0-571-08020-0

## روابط خارجية
حياة ليونارد بول. مقال تاريخي عائلي عن جندي من فوج الثور والباكس الأول، الذي كان جزءًا من الفوج الهندي الخامس عشر. يحتوي على خريطة للمنطقة ومقتطفات من مذكرات حرب الكتيبة تصف الأحداث.